# Đội tuyển bóng chuyền nam quốc gia Bỉ
Đội tuyển bóng chuyền nam quốc gia Bỉ là đội bóng đại diện cho Bỉ tại các cuộc thi tranh giải và trận đấu giao hữu bóng chuyền nam ở phạm vi quốc tế.

## Đội hình

### Huấn luyện viên chính
Vital Heynen

### Đội hình hiện tại
Dưới đây là danh sách các thành viên đội tuyển nam quốc gia Bỉ tham dự giải World League 2017.
| Stt. | Tên                 | Ngày sinh            | Chiều cao           | Cân nặng        | Nhảy đập        | Nhảy chắn       | Câu lạc bộ năm 2016–17      |
| ---- | ------------------- | -------------------- | ------------------- | --------------- | --------------- | --------------- | --------------------------- |
| 1    | Bram Van Den Dries  | 14 tháng 8 năm 1989  | 2,08 m (6 ft 10 in) | 99 kg (218 lb)  | 361 cm (142 in) | 325 cm (128 in) | Spacer's Toulouse           |
| 2    | Hendrik Tuerlinckx  | 1 tháng 12 năm 1987  | 1,95 m (6 ft 5 in)  | 86 kg (190 lb)  | 355 cm (140 in) | 321 cm (126 in) | Knack Randstad Roeselare    |
| 3    | Sam Deroo (C)       | 29 tháng 4 năm 1992  | 2,03 m (6 ft 8 in)  | 105 kg (231 lb) | 355 cm (140 in) | 335 cm (132 in) | ZAKSA Kędzierzyn-Koźle      |
| 4    | Pieter Coolman      | 24 tháng 4 năm 1989  | 2,00 m (6 ft 7 in)  | 90 kg (200 lb)  | 351 cm (138 in) | 321 cm (126 in) | Knack Randstad Roeselare    |
| 5    | Lienert Cosemans    | 20 tháng 10 năm 1993 | 2,03 m (6 ft 8 in)  | 93 kg (205 lb)  | 340 cm (130 in) | 315 cm (124 in) | VDK Gent Heren              |
| 6    | Lowie Stuer         | 24 tháng 11 năm 1995 | 1,94 m (6 ft 4 in)  | 80 kg (180 lb)  | 331 cm (130 in) | 310 cm (120 in) | VDK Gent Heren              |
| 7    | François Lecat      | 19 tháng 4 năm 1993  | 2,00 m (6 ft 7 in)  | 96 kg (212 lb)  | 347 cm (137 in) | 320 cm (130 in) | Calzedonia Verona           |
| 8    | Kevin Klinkenberg   | 4 tháng 10 năm 1990  | 1,97 m (6 ft 6 in)  | 94 kg (207 lb)  | 343 cm (135 in) | 314 cm (124 in) | Top Volley Latina           |
| 9    | Pieter Verhees      | 8 tháng 12 năm 1989  | 2,05 m (6 ft 9 in)  | 112 kg (247 lb) | 365 cm (144 in) | 350 cm (140 in) | Gi Group Monza              |
| 10   | Simon Van De Voorde | 19 tháng 12 năm 1989 | 2,08 m (6 ft 10 in) | 100 kg (220 lb) | 338 cm (133 in) | 318 cm (125 in) | Paykan                      |
| 12   | Gert Van Walle      | 7 tháng 8 năm 1987   | 1,97 m (6 ft 6 in)  | 91 kg (201 lb)  | 350 cm (140 in) | 318 cm (125 in) | GKS Katowice                |
| 14   | Jelle Ribbens       | 17 tháng 3 năm 1992  | 1,85 m (6 ft 1 in)  | 79 kg (174 lb)  | 331 cm (130 in) | 300 cm (120 in) | Nice                        |
| 15   | Stijn D'Hulst       | 24 tháng 4 năm 1991  | 1,87 m (6 ft 2 in)  | 75 kg (165 lb)  | 321 cm (126 in) | 305 cm (120 in) | Knack Randstad Roeselare    |
| 16   | Matthias Valkiers   | 8 tháng 4 năm 1990   | 1,94 m (6 ft 4 in)  | 92 kg (203 lb)  | 339 cm (133 in) | 310 cm (120 in) | Remat Zalău                 |
| 17   | Tomas Rousseaux     | 31 tháng 3 năm 1994  | 1,99 m (6 ft 6 in)  | 90 kg (200 lb)  | 352 cm (139 in) | 317 cm (125 in) | Friedrichshafen             |
| 19   | Wannes De Beul      | 10 tháng 6 năm 1991  | 1,95 m (6 ft 5 in)  | 95 kg (209 lb)  | 332 cm (131 in) | 315 cm (124 in) | Euphony Asse-Lennik         |
| 20   | Arno Van De Velde   | 30 tháng 12 năm 1995 | 2,10 m (6 ft 11 in) | 93 kg (205 lb)  | 350 cm (140 in) | 340 cm (130 in) | Knack Randstad Roeselare    |
| 21   | Jolan Cox           | 12 tháng 7 năm 1991  | 1,94 m (6 ft 4 in)  | 72 kg (159 lb)  | 342 cm (135 in) | 315 cm (124 in) | Topvolley Precura Antwerpen |